# Hovstallet (Väpnargatan)

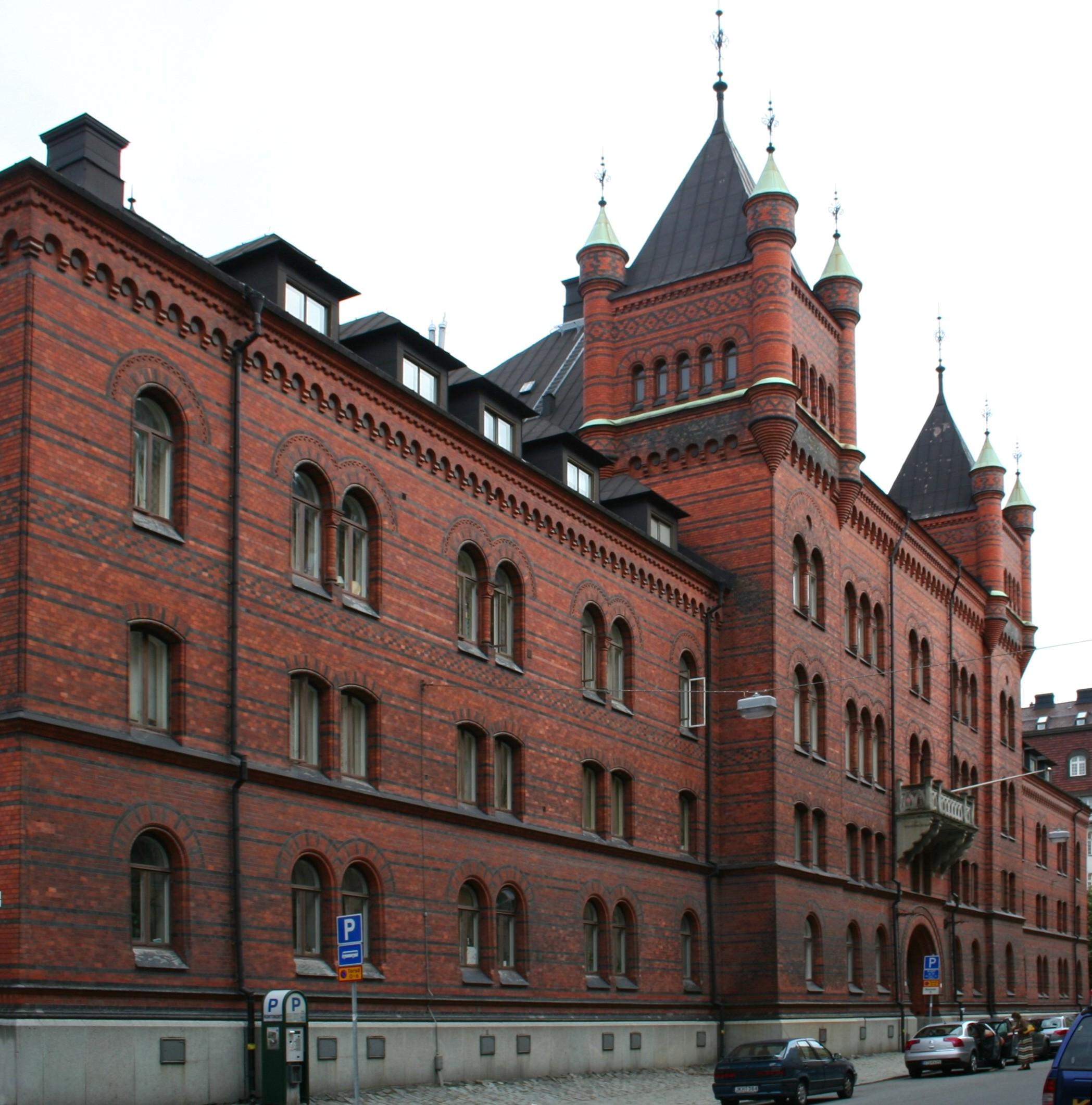
Hovstallet, Väpnargatan

Hovstallet, Väpnargatan é uma residência real da Família Real Sueca. Construída entre 1890 e 1894, foi projetada pelos arquitetos Fritz Eckert e Ernst Jacobsson como gerente de construção. Eckert criou uma instalação de castelo e em torno de um grande pátio com um edifício monumental. 
O tijolo vermelho foi usado muitas vezes em ligação com as estruturas para novas instalações industriais que apareceram no final de 1800. A instalação inclui um total de nove casas, e foi o início dos estábulos para 90 cavalos e 160 carruagens. 
O Palácio tem um número de andares à disposição da família real . 